# Hadrianus villa
Hadrianus villa, italienska Villa Adriana, är en romersk villa belägen i närheten av staden Tivoli i Italien och med på Unescos världsarvslista.
Villan uppfördes mellan 118 och 138 av kejsar Hadrianus på platsen för en äldre villa från 100-talet f.Kr.. Villan bestod av ett trettiotal byggnader, och området var ungefär en kvadratkilometer stort. Den kunde liknas vid en mindre landsortsstad och hit åkte Hadrianus för att koppla av. Här finns lämningar av bostäder, bibliotek och bassänger. Canopus-dammen med de omgärdande karyatiderna har inspirerat många trädgårdsarkitekter och konstnärer. Än i dag håller man på med utgrävningar i området vid Villa Hadrianus.

### Webbkällor
- ”The Emperor's Abode: Hadrian's Villa” (på engelska). Italia Agenzia Nazionale Turismo. italia.it. Arkiverad från originalet den 31 mars 2020. https://archive.today/20200331140841/http://www.italia.it/en/travel-ideas/unesco-world-heritage-sites/the-emperors-abode-hadrians-villa.html. Läst 31 mars 2020.